# Championnats du monde d'aviron des moins de 23 ans
Les Championnats du monde d'aviron des moins de 23 ans furent créés en 1976. Jusqu'en 1992 ce championnat porte le nom de Match des Séniors, cette année-là il devient la Coupe des nations puis en 2001, Régate mondiale des moins de 23 ans et c'est en 2005 que le nom de Championnat du monde -23 est donné. Ces compétitions sont organisées par la Fédération internationale des sociétés d'aviron.

## Éditions
| Année | Ville                 | Pays               |
| ----- | --------------------- | ------------------ |
| 1976  | Mâcon                 | France             |
| 1977  | Tours                 | France             |
| 1978  | Hazewinkel            | Belgique           |
| 1979  | Hjelmsjoe             | Suède              |
| 1980  | Piediluco             | Italie             |
| 1981  | Essen                 | Allemagne          |
| 1982  | Vienne                | Autriche           |
| 1983  | Candia                | Italie             |
| 1984  | Copenhague            | Danemark           |
| 1985  | Banyoles              | Espagne            |
| 1986  | Hambourg              | Allemagne          |
| 1987  | Aiguebelette          | France             |
| 1988  | Hazewinkel            | Belgique           |
| 1989  | Amsterdam             | Pays-Bas           |
| 1990  | Linz                  | Autriche           |
| 1991  | Naro                  | Italie             |
| 1992  | Glasgow               | Royaume-Uni        |
| 1993  | Ioannina              | Grèce              |
| 1994  | Vaires-sur-Marne      | France             |
| 1995  | Groningue             | Pays-Bas           |
| 1996  | Hazewinkel            | Belgique           |
| 1997  | Milan                 | Italie             |
| 1998  | Ioannina              | Grèce              |
| 1999  | Hambourg              | Allemagne          |
| 2000  | Copenhague            | Danemark           |
| 2001  | Linz - Ottensheim     | Autriche           |
| 2002  | Gênes                 | Italie             |
| 2003  | Belgrade              | Yougoslavie        |
| 2004  | Poznań                | Pologne            |
| 2005  | Amsterdam             | Pays-Bas           |
| 2006  | Hazewinkel            | Belgique           |
| 2007  | Strathclyde - Glasgow | Écosse             |
| 2008  | Brandebourg           | Allemagne          |
| 2009  | Račice - Prague       | République tchèque |
| 2010  | Brest-Litovsk         | Biélorussie        |
| 2011  | Amsterdam             | Pays-Bas           |
| 2012  | Trakai                | Lituanie           |
| 2013  | Linz-Ottensheim       | Autriche           |
| 2014  | Varèse                | Italie             |
| 2015  | Plovdiv               | Bulgarie           |
| 2016  | Rotterdam             | Pays-Bas           |
| 2017  | Plovdiv               | Bulgarie           |
| 2018  | Poznań                | Pologne            |
| 2019  | Sarasota              | États-Unis         |
| 2020  | Bled                  | Slovénie           |